# Championnats du monde de patinage artistique 2025
Navigation
Mondiaux 2024 Mondiaux 2026
Les championnats du monde de patinage artistique 2025 ont lieu du 25 au 30 mars 2025 au TD Garden de Boston aux États-Unis. C'est la deuxième fois que Boston accueille les championnats du monde de patinage artistique après l'édition de 2016.

## Qualifications
Les patineurs sont éligibles à l'épreuve s'ils représentent une nation membre de l'Union internationale de patinage (International Skating Union en anglais) et s'ils ont atteint l'âge de 17 ans avant le 1er juillet 2024. Les fédérations nationales sélectionnent leurs patineurs en fonction de leurs propres critères, mais l'Union internationale de patinage exige un score minimum d'éléments techniques (Technical Elements Score en anglais) lors d'une compétition internationale avant les championnats du monde. 

### Score minimum d'éléments techniques
L'Union internationale de patinage stipule que les notes minimales doivent être obtenues lors d'une compétition internationale senior reconnue par elle-même au cours de la saison en cours ou précédente, au plus tard 21 jours avant le premier jour d'entraînement officiel.
| Score minimum d'éléments techniques                                                         | Score minimum d'éléments techniques                                 | Score minimum d'éléments techniques |
| Discipline                                                                                  | Score total combiné des éléments (programme court + programme long) |                                     |
| Messieurs                                                                                   | 104.00                                                              |                                     |
| Dames                                                                                       | 90.00                                                               |                                     |
| Couples                                                                                     | 88.00                                                               |                                     |
| Danse sur glace                                                                             | 94.00                                                               |                                     |
| ------------------------------------------------------------------------------------------- | ------------------------------------------------------------------- | ----------------------------------- |
| Les scores des programmes courts et libres peuvent être obtenus à différentes compétitions. |                                                                     |                                     |

### Nombre d'inscriptions par discipline
Sur la base des résultats des championnats du monde 2024, l'Union internationale de patinage autorise chaque pays à avoir de une à trois inscriptions par discipline.
| Nombre d'inscriptions                                             | Messieurs                                  | Dames                         | Couples                                     | Danse sur glace                             |
| ----------------------------------------------------------------- | ------------------------------------------ | ----------------------------- | ------------------------------------------- | ------------------------------------------- |
| 3                                                                 | États-Unis Japon                           | États-Unis Corée du Sud Japon | Allemagne Canada Japon                      | Canada États-Unis                           |
| 2                                                                 | Corée du Sud France Italie Lettonie Suisse | Belgique Suisse               | Australie États-Unis Géorgie Hongrie Italie | Finlande France Italie Lituanie Royaume-Uni |
| Si non répertorié ci-dessus, une seule inscription est autorisée. |                                            |                               |                                             |                                             |

Le 1er mars 2022, l'Union internationale de patinage interdit aux patineurs artistiques et aux officiels de la fédération de Russie et de la Biélorussie de participer et d'assister à toutes les compétitions internationales en raison de l'invasion russe de l'Ukraine le 24 février 2022. Ainsi ces deux pays sont absents des championnats du monde 2025, 37 mois après le début du conflit, pour la quatrième année consécutive.
- Allemagne (7)
- Arménie (1)
- Australie (4)
- Autriche (4)
- Azerbaïdjan (4)
- Belgique (1)
- Bulgarie (2)
- Canada (14)
- Chine (4)
- Chypre (2)
- Corée du Sud (7)
- Croatie (1)
- Espagne (3)
- Estonie (2)
- États-Unis (16)
- Finlande (7)
- France (9)
- Géorgie (6)
- Hongrie (5)
- Irlande (2)
- Israël (4)
- Italie (11)
- Japon (12)
- Kazakhstan (2)
- Lettonie (3)
- Lituanie (3)
- Mexique (1)
- Monaco (1)
- Norvège (1)
- Ouzbékistan (2)
- Pays-Bas (4)
- Pologne (6)
- Roumanie (1)
- Royaume-Uni (8)
- Slovénie (1)
- Suisse (7)
- Slovaquie (4)
- Suède (3)
- Tchéquie (5)
- Taipei chinois (1)
- Turquie (3)
- Ukraine (6)

## Podiums
| Épreuves                            | Or                          | Argent                                 | Bronze                     |
| ----------------------------------- | --------------------------- | -------------------------------------- | -------------------------- |
| Messieurs résultats détaillés       | Ilia Malinin                | Mikhail Shaidorov                      | Yuma Kagiyama              |
| Dames résultats détaillés           | Alysa Liu                   | Kaori Sakamoto                         | Mone Chiba                 |
| Couples résultats détaillés         | Riku Miura / Ryuichi Kihara | Minerva Fabienne Hase / Nikita Volodin | Sara Conti / Niccolò Macii |
| Danse sur glace résultats détaillés | Madison Chock / Evan Bates  | Piper Gilles / Paul Poirier            | Lilah Fear / Lewis Gibson  |

## Tableau des médailles
| Rang  | Nation      | Or | Argent | Bronze | Total |
| ----- | ----------- | -- | ------ | ------ | ----- |
| 1     | États-Unis  | 3  | 0      | 0      | 3     |
| 2     | Japon       | 1  | 1      | 2      | 4     |
| 3     | Allemagne   | 0  | 1      | 0      | 1     |
| 3     | Canada      | 0  | 1      | 0      | 1     |
| 3     | Kazakhstan  | 0  | 1      | 0      | 1     |
| 6     | Italie      | 0  | 0      | 1      | 1     |
| 6     | Royaume-Uni | 0  | 0      | 1      | 1     |
| Total | Total       | 4  | 4      | 4      | 12    |

## Détails des compétitions

### Messieurs
| Rang                                        | Nom                          | Pays           | Points | Programme court | Programme court | Programme libre | Programme libre |
| ------------------------------------------- | ---------------------------- | -------------- | ------ | --------------- | --------------- | --------------- | --------------- |
| 1                                           | Ilia Malinin                 | États-Unis     | 318.56 | 1               | 110.41          | 1               | 208.15          |
| 2                                           | Mikhail Shaidorov            | Kazakhstan     | 287.47 | 3               | 94.77           | 2               | 192.70          |
| 3                                           | Yuma Kagiyama                | Japon          | 278.19 | 2               | 107.09          | 10              | 171.10          |
| 4                                           | Adam Siao Him Fa             | France         | 275.48 | 9               | 87.22           | 3               | 188.26          |
| 5                                           | Kevin Aymoz                  | France         | 272.52 | 4               | 93.63           | 7               | 178.89          |
| 6                                           | Shun Sato                    | Japon          | 270.56 | 5               | 91.26           | 6               | 179.30          |
| 7                                           | Cha Jun-hwan                 | Corée du Sud   | 265.74 | 10              | 86.41           | 5               | 179.33          |
| 8                                           | Jason Brown                  | États-Unis     | 265.40 | 12              | 84.72           | 4               | 180.68          |
| 9                                           | Nika Egadze                  | Géorgie        | 263.03 | 6               | 90.39           | 8               | 172.64          |
| 10                                          | Nikolaj Memola               | Italie         | 255.13 | 7               | 87.89           | 11              | 167.24          |
| 11                                          | Deniss Vasiļjevs             | Lettonie       | 252.26 | 16              | 79.99           | 9               | 172.27          |
| 12                                          | Lukas Britschgi              | Suisse         | 244.19 | 11              | 85.83           | 14              | 158.36          |
| 13                                          | Daniel Grassl                | Italie         | 242.31 | 14              | 80.47           | 12              | 161.84          |
| 14                                          | Roman Sadovsky               | Canada         | 240.38 | 15              | 80.25           | 13              | 160.13          |
| 15                                          | Vladimir Litvintsev          | Azerbaïdjan    | 233.31 | 13              | 83.10           | 17              | 150.21          |
| 16                                          | Adam Hagara                  | Slovaquie      | 232.62 | 18              | 78.33           | 15              | 154.29          |
| 17                                          | Andreas Nordebäck            | Suède          | 229.85 | 17              | 79.03           | 16              | 150.82          |
| 18                                          | Daiwei Dai                   | Chine          | 221.20 | 21              | 75.02           | 18              | 146.18          |
| 19                                          | Mihhail Selevko              | Estonie        | 218.02 | 19              | 77.50           | 21              | 140.52          |
| 20                                          | Tomas-Llorenc Guarino Sabaté | Espagne        | 217.48 | 22              | 74.89           | 20              | 142.59          |
| 21                                          | Tatsuya Tsuboi               | Japon          | 216.26 | 24              | 73.00           | 19              | 143.26          |
| 22                                          | Andrew Torgashev             | États-Unis     | 212.79 | 8               | 87.27           | 23              | 125.52          |
| 23                                          | Vladimir Samoilov            | Pologne        | 211.68 | 20              | 75.73           | 22              | 135.95          |
| 24                                          | Fedir Kulish                 | Lettonie       | 198.33 | 23              | 73.25           | 24              | 125.08          |
| Patineurs éliminés après le programme court |                              |                |        |                 |                 |                 |                 |
| 25                                          | Lev Vinokur                  | Israël         |        | 25              | 72.84           | NC              | NC              |
| 26                                          | Kim Hyun-gyeom               | Corée du Sud   |        | 26              | 72.82           | NC              | NC              |
| 27                                          | Donovan Carrillo             | Mexique        |        | 27              | 71.55           | NC              | NC              |
| 28                                          | Nikita Starostin             | Allemagne      |        | 28              | 70.72           | NC              | NC              |
| 29                                          | Aleksandr Vlasenko           | Hongrie        |        | 29              | 70.25           | NC              | NC              |
| 30                                          | Yu-Hsiang Li                 | Taipei chinois |        | 30              | 69.63           | NC              | NC              |
| 31                                          | Georgii Reshtenko            | Tchéquie       |        | 31              | 68.61           | NC              | NC              |
| 32                                          | Edward Appleby               | Royaume-Uni    |        | 32              | 66.70           | NC              | NC              |
| 33                                          | Kyrylo Marsak                | Ukraine        |        | 33              | 64.37           | NC              | NC              |
| 34                                          | Jari Kessler                 | Croatie        |        | 34              | 61.44           | NC              | NC              |
| 35                                          | Maurizio Zandron             | Autriche       |        | 35              | 60.87           | NC              | NC              |
| 36                                          | Alexander Zlatkov            | Bulgarie       |        | 36              | 55.28           | NC              | NC              |
| 37                                          | Semen Daniliants             | Arménie        |        | 37              | 50.58           | NC              | NC              |
| 38                                          | Burak Demirboga              | Turquie        |        | 38              | 48.45           | NC              | NC              |
| 39                                          | Davide Lewton-Brain          | Monaco         |        | 39              | 47.90           | NC              | NC              |

### Dames
| Rang                                          | Nom                 | Pays         | Points | Programme court | Programme court | Programme libre | Programme libre |
| --------------------------------------------- | ------------------- | ------------ | ------ | --------------- | --------------- | --------------- | --------------- |
| 1                                             | Alysa Liu           | États-Unis   | 222.97 | 1               | 74.58           | 1               | 148.39          |
| 2                                             | Kaori Sakamoto      | Japon        | 217.98 | 5               | 71.03           | 2               | 146.95          |
| 3                                             | Mone Chiba          | Japon        | 215.24 | 2               | 73.44           | 3               | 141.80          |
| 4                                             | Isabeau Levito      | États-Unis   | 209.84 | 3               | 73.33           | 5               | 136.51          |
| 5                                             | Amber Glenn         | États-Unis   | 205.65 | 9               | 67.65           | 4               | 138.00          |
| 6                                             | Wakaba Higuchi      | Japon        | 204.58 | 4               | 72.10           | 6               | 132.48          |
| 7                                             | Nina Pinzarrone     | Belgique     | 199.43 | 8               | 67.74           | 7               | 131.69          |
| 8                                             | Niina Petrokina     | Estonie      | 196.67 | 12              | 65.58           | 8               | 131.09          |
| 9                                             | Lee Hae-in          | Corée du Sud | 194.36 | 7               | 67.79           | 10              | 126.57          |
| 10                                            | Kim Chae-yeon       | Corée du Sud | 194.16 | 11              | 65.67           | 9               | 128.49          |
| 11                                            | Madeline Schizas    | Canada       | 190.79 | 6               | 69.18           | 11              | 121.61          |
| 12                                            | Kimmy Repond        | Suisse       | 183.33 | 10              | 67.42           | 15              | 115.91          |
| 13                                            | Lara Naki Gutmann   | Italie       | 181.97 | 14              | 61.72           | 12              | 120.25          |
| 14                                            | Sofia Samodelkina   | Kazakhstan   | 181.36 | 13              | 63.58           | 13              | 117.78          |
| 15                                            | Lorine Schild       | France       | 177.90 | 15              | 60.59           | 14              | 117.31          |
| 16                                            | Mariia Seniuk       | Israël       | 167.10 | 19              | 56.96           | 16              | 110.14          |
| 17                                            | Olga Mikutina       | Autriche     | 165.82 | 17              | 59.63           | 19              | 106.19          |
| 18                                            | Linnea Ceder        | Finlande     | 165.50 | 20              | 56.79           | 17              | 108.71          |
| 19                                            | Julia Sauter        | Roumanie     | 162.61 | 16              | 59.88           | 20              | 102.73          |
| 20                                            | Ekaterina Kurakova  | Pologne      | 162.49 | 21              | 55.52           | 18              | 106.97          |
| 21                                            | Alexandra Feigin    | Bulgarie     | 158.55 | 18              | 57.22           | 21              | 101.33          |
| 22                                            | Kristen Spours      | Royaume-Uni  | 153.75 | 22              | 55.10           | 22              | 98.65           |
| 23                                            | Livia Kaiser        | Suisse       | 146.90 | 23              | 53.68           | 23              | 93.22           |
| 24                                            | Meda Variakojyte    | Lituanie     | 139.81 | 24              | 50.98           | 24              | 88.83           |
| Patineuses éliminées après le programme court |                     |              |        |                 |                 |                 |                 |
| 25                                            | Nargiz Sueleymanova | Azerbaïdjan  |        | 25              | 50.97           | NC              | NC              |
| 26                                            | Vanesa Selmekova    | Slovaquie    |        | 26              | 49.55           | NC              | NC              |
| 27                                            | Xiangyi An          | Chine        |        | 27              | 47.52           | NC              | NC              |
| 28                                            | Anastasia Gubanova  | Géorgie      |        | 28              | 47.31           | NC              | NC              |
| 29                                            | Mia Risa Gomez      | Norvège      |        | 29              | 46.43           | NC              | NC              |
| 30                                            | Sofja Stepcenko     | Lettonie     |        | 30              | 45.93           | NC              | NC              |
| 31                                            | Ahsun Yun           | Corée du Sud |        | 31              | 41.08           | NC              | NC              |
| 32                                            | Julija Lovrencic    | Slovénie     |        | 32              | 40.95           | NC              | NC              |
| 33                                            | Anastasia Gozhva    | Ukraine      |        | 33              | 37.54           | NC              | NC              |

### Couples
| Rang                                      | Nom                                           | Pays        | Points | Programme court | Programme court | Programme libre | Programme libre |
| ----------------------------------------- | --------------------------------------------- | ----------- | ------ | --------------- | --------------- | --------------- | --------------- |
| 1                                         | Riku Miura / Ryuichi Kihara                   | Japon       | 219.79 | 1               | 76.57           | 2               | 143.22          |
| 2                                         | Minerva Fabienne Hase / Nikita Volodin        | Allemagne   | 219.08 | 3               | 73.59           | 1               | 145.49          |
| 3                                         | Sara Conti / Niccolò Macii                    | Italie      | 210.47 | 2               | 74.61           | 3               | 135.86          |
| 4                                         | Anastasiia Metelkina / Luka Berulava          | Géorgie     | 202.21 | 4               | 71.68           | 6               | 130.53          |
| 5                                         | Deanna Stellato-Dudek / Maxime Deschamps      | Canada      | 199.76 | 7               | 67.32           | 5               | 132.44          |
| 6                                         | Alisa Efimova / Misha Mitrofanov              | États-Unis  | 199.29 | 9               | 63.70           | 4               | 135.59          |
| 7                                         | Ellie Kam / Daniel O'Shea                     | États-Unis  | 195.38 | 5               | 68.61           | 7               | 126.77          |
| 8                                         | Maria Pavlova / Alexei Sviatchenko            | Hongrie     | 193.29 | 6               | 67.45           | 8               | 125.84          |
| 9                                         | Anastasia Golubeva / Hektor Giotopoulos Moore | Australie   | 188.24 | 8               | 65.73           | 9               | 122.51          |
| 10                                        | Ekaterina Geynish / Dmitrii Chigirev          | Ouzbékistan | 183.01 | 11              | 62.33           | 10              | 120.68          |
| 11                                        | Lia Pereira / Trennt Michaud                  | Canada      | 179.50 | 10              | 63.28           | 13              | 116.22          |
| 12                                        | Anastasia Vaipan-Law / Luke Digby             | Royaume-Uni | 178.62 | 13              | 61.01           | 11              | 117.61          |
| 13                                        | Rebecca Ghilardi / Filippo Ambrosini          | Italie      | 174.08 | 14              | 60.10           | 14              | 113.98          |
| 14                                        | Ioulia Chtchetinina / Michał Woźniak          | Pologne     | 173.18 | 19              | 56.37           | 12              | 116.81          |
| 15                                        | Daria Danilova / Michel Tsiba                 | Pays-Bas    | 170.81 | 15              | 58.77           | 16              | 112.04          |
| 16                                        | Kelly Ann Laurin / Loucas Ethier              | Canada      | 169.55 | 12              | 62.30           | 18              | 107.25          |
| 17                                        | Sofiia Holichenko / Artem Darenskyi           | Ukraine     | 168.55 | 17              | 57.20           | 17              | 111.35          |
| 18                                        | Annika Hocke / Robert Kunkel                  | Allemagne   | 167.72 | 20              | 55.16           | 15              | 112.56          |
| 19                                        | Milania Vaananen / Filippo Clerici            | Finlande    | 155.81 | 16              | 57.82           | 20              | 97.99           |
| 20                                        | Oxana Vouillamoz / Tom Bouvart                | Suisse      | 155.74 | 18              | 56.57           | 19              | 99.17           |
| Couples éliminés après le programme court |                                               |             |        |                 |                 |                 |                 |
| 21                                        | Camille Mendoza / Pavel Kovalev               | France      |        | 21              | 54.07           | NC              | NC              |
| 22                                        | Yuna Nagaoka / Sumitada Moriguchi             | Japon       |        | 22              | 51.10           | NC              | NC              |
| 23                                        | Gabriella Izzo / Luc Maierhofer               | Autriche    |        | 23              | 48.20           | NC              | NC              |

### Danse sur glace
| Rang                                               | Nom                                            | Pays         | Points | Danse rythmique | Danse rythmique | Danse libre | Danse libre |
| -------------------------------------------------- | ---------------------------------------------- | ------------ | ------ | --------------- | --------------- | ----------- | ----------- |
| 1                                                  | Madison Chock / Evan Bates                     | États-Unis   | 222.06 | 1               | 90.18           | 1           | 131.88      |
| 2                                                  | Piper Gilles / Paul Poirier                    | Canada       | 216.54 | 2               | 86.44           | 2           | 130.10      |
| 3                                                  | Lilah Fear / Lewis Gibson                      | Royaume-Uni  | 207.11 | 3               | 83.86           | 6           | 123.25      |
| 4                                                  | Charlène Guignard / Marco Fabbri               | Italie       | 206.46 | 4               | 83.04           | 4           | 123.42      |
| 5                                                  | Christina Carreira / Anthony Ponomarenko       | États-Unis   | 204.88 | 6               | 81.51           | 5           | 123.37      |
| 6                                                  | Olivia Smart / Tim Dieck                       | Espagne      | 200.92 | 8               | 77.21           | 3           | 123.71      |
| 7                                                  | Marjorie Lajoie / Zachary Lagha                | Canada       | 200.41 | 5               | 81.77           | 8           | 118.64      |
| 8                                                  | Evgeniia Lopareva / Geoffrey Brissaud          | France       | 194.63 | 9               | 76.74           | 9           | 117.89      |
| 9                                                  | Caroline Green / Michael Parsons               | États-Unis   | 192.47 | 7               | 77.51           | 11          | 114.96      |
| 10                                                 | Diana Davis / Gleb Smolkin                     | Géorgie      | 190.50 | 14              | 73.22           | 10          | 117.28      |
| 11                                                 | Juulia Turkkila / Matthias Versluis            | Finlande     | 188.95 | 20              | 68.09           | 7           | 120.86      |
| 12                                                 | Katerina Mrazkova / Daniel Mrazek              | Tchéquie     | 187.17 | 10              | 74.49           | 12          | 112.68      |
| 13                                                 | Natálie Taschlerová / Filip Taschler           | Tchéquie     | 185.66 | 13              | 73.29           | 13          | 112.37      |
| 14                                                 | Yuka Orihara / Juho Pirinen                    | Finlande     | 184.72 | 11              | 73.98           | 14          | 110.74      |
| 15                                                 | Loïcia Demougeot / Théo Le Mercier             | France       | 181.51 | 15              | 72.62           | 15          | 108.89      |
| 16                                                 | Jennifer Janse van Rensburg / Benjamin Steffan | Allemagne    | 179.33 | 12              | 73.35           | 17          | 105.98      |
| 17                                                 | Phebe Bekker / James Hernandez                 | Royaume-Uni  | 178.35 | 17              | 70.98           | 16          | 107.37      |
| 18                                                 | Lim Hannah / Quan Ye                           | Corée du Sud | 177.31 | 16              | 72.04           | 18          | 105.27      |
| 19                                                 | Holly Harris / Jason Chan                      | Australie    | 174.78 | 18              | 69.84           | 19          | 104.94      |
| 20                                                 | Alicia Fabbri / Paul Ayer                      | Canada       | 170.88 | 19              | 68.95           | 20          | 101.93      |
| Couples de danse éliminés après la danse rythmique |                                                |              |        |                 |                 |             |             |
| 21                                                 | Allison Reed / Saulius Ambrulevičius           | Lituanie     |        | 21              | 68.08           | NC          | NC          |
| 22                                                 | Utana Yoshida / Masaya Morita                  | Japon        |        | 22              | 67.69           | NC          | NC          |
| 23                                                 | Victoria Manni / Carlo Röthlisberger           | Italie       |        | 23              | 66.57           | NC          | NC          |
| 24                                                 | Mariia Ignateva / Danijil Szemko               | Hongrie      |        | 24              | 65.09           | NC          | NC          |
| 25                                                 | Milla Ruud Reitan / Nikolaj Majorov            | Suède        |        | 25              | 64.98           | NC          | NC          |
| 26                                                 | Elizabeth Tkachenko / Alexei Kiliakov          | Israël       |        | 26              | 63.64           | NC          | NC          |
| 27                                                 | Maria Sofia Pucherova / Nikita Lysak           | Slovaquie    |        | 27              | 62.32           | NC          | NC          |
| 28                                                 | Carolane Soucisse / Shane Firus                | Irlande      |        | 28              | 58.68           | NC          | NC          |
| 29                                                 | Zoe Larson / Andrii Kapran                     | Ukraine      |        | 29              | 57.75           | NC          | NC          |
| 30                                                 | Gina Zehnder / Beda Leon Sieber                | Suisse       |        | 30              | 57.07           | NC          | NC          |
| 31                                                 | Junfei Ren / Jianing Xing                      | Chine        |        | 31              | 56.05           | NC          | NC          |
| 32                                                 | Chelsea Verhaegh / Sherim van Geffen           | Pays-Bas     |        | 32              | 54.78           | NC          | NC          |
| 33                                                 | Samantha Ritter / Daniel Brykalov              | Azerbaïdjan  |        | 33              | 52.30           | NC          | NC          |
| 34                                                 | Sofiia Dovhal / Wiktor Kulesza                 | Pologne      |        | 34              | 51.87           | NC          | NC          |
| 35                                                 | Katarina Delcamp / Berk Akalin                 | Turquie      |        | 35              | 50.24           | NC          | NC          |
| 36                                                 | Angelina Kudryavtseva / Ilia Karankevich       | Chypre       |        | 36              | 49.63           | NC          | NC          |